# Onisimus normani
Onisimus normani är en kräftdjursart som beskrevs av Georg Ossian Sars 1891. Onisimus normani ingår i släktet Onisimus och familjen Uristidae. Inga underarter finns listade i Catalogue of Life.